# Lalmatie
Lalmatie – miasto na Mauritiusie, w dystrykcie Flacq. Według danych szacunkowych na rok 2008 liczy 10 427 mieszkańców..